# 10月2日
10月2日（じゅうがつふつか）は、グレゴリオ暦で年始から275日目（閏年では276日目）にあたり年末まであと90日ある。

## できごと

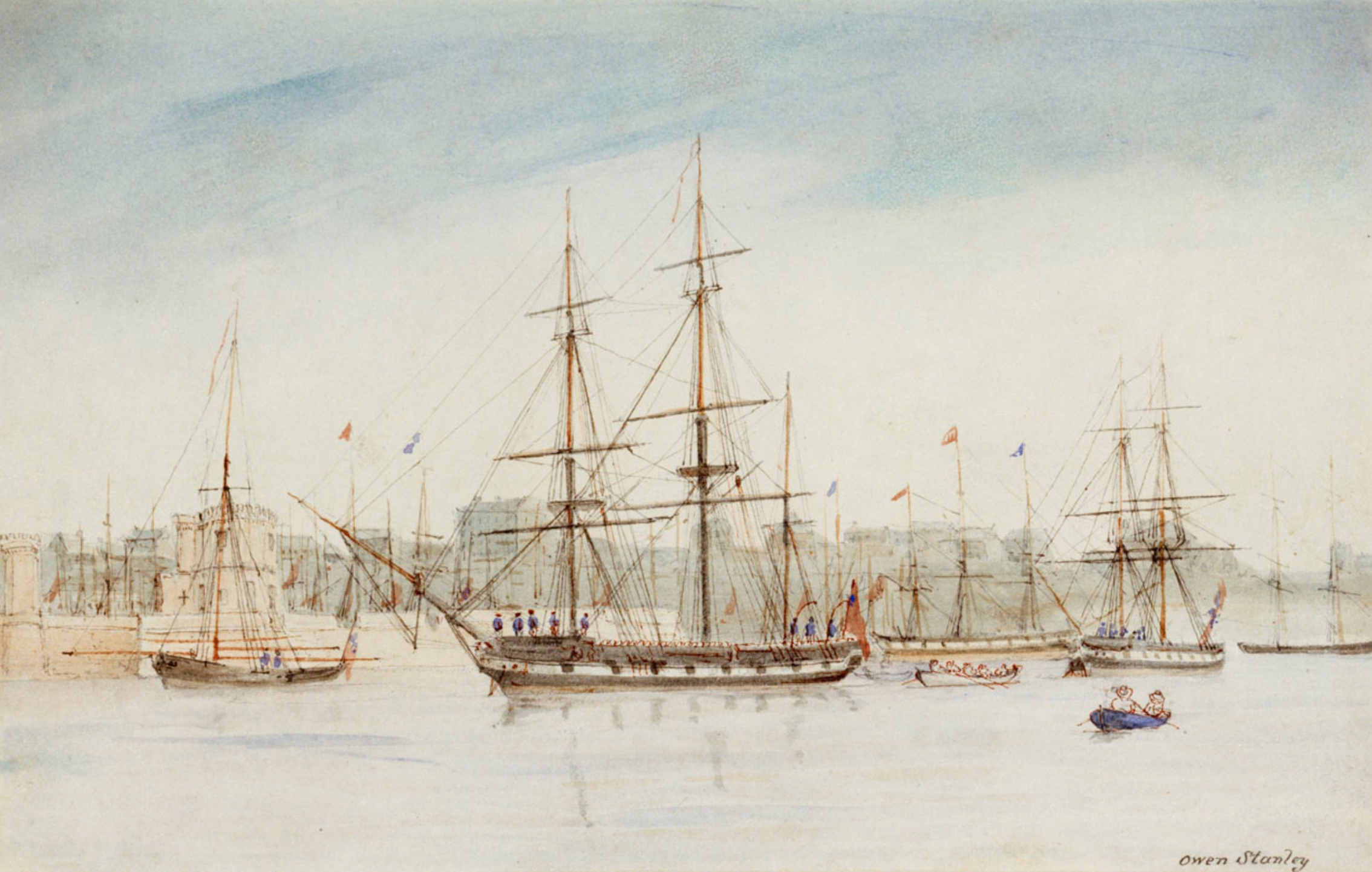
ビーグル号帰投(1836)。ダーウィンは当初、艦長ロバート・フィッツロイの話し相手として乗船した。

リットン報告書発表(1932)。日本の正当性を否定しながらも実益を認めた提言は受け入れられなかった。

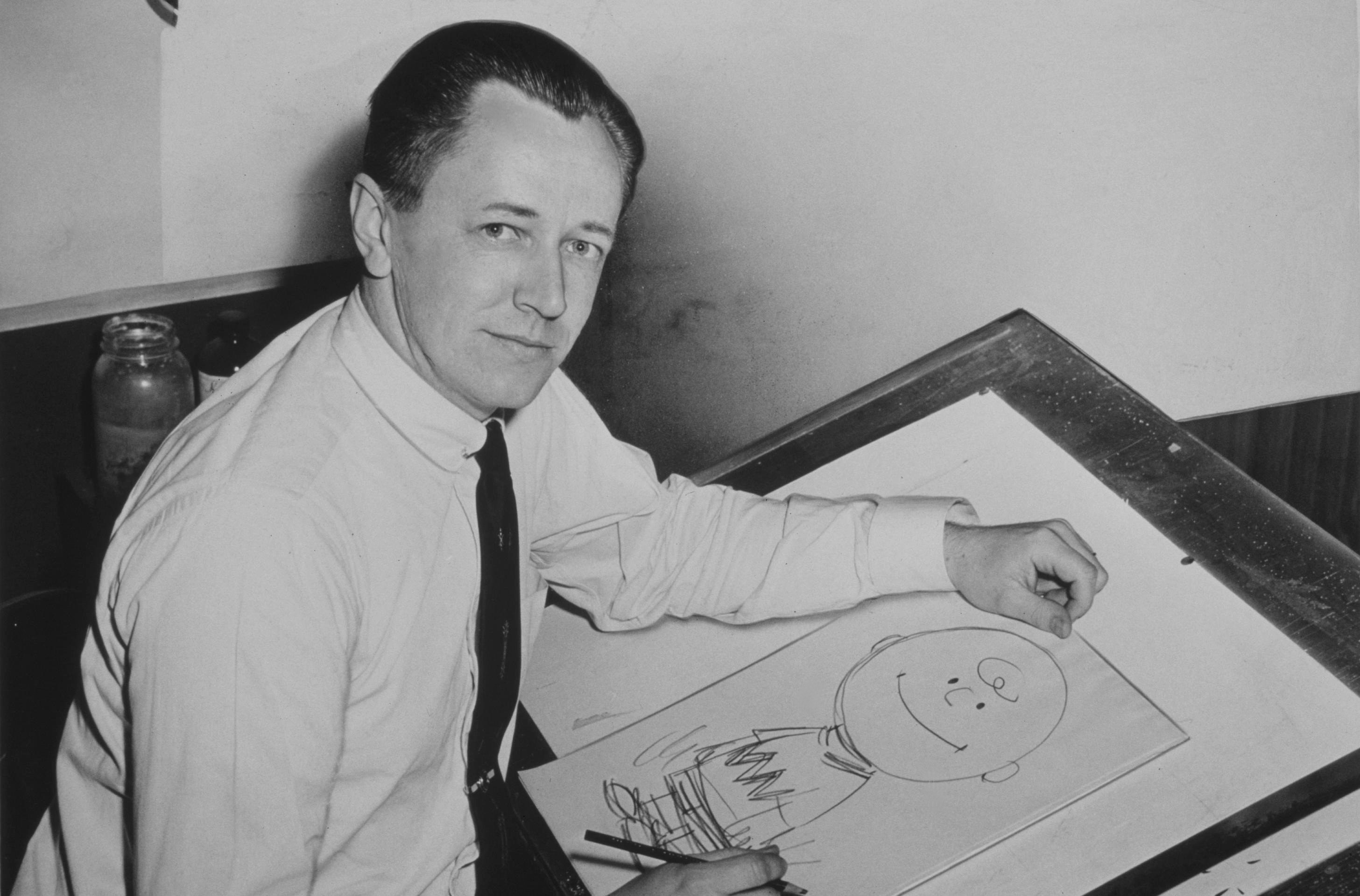
漫画『ピーナッツ』連載開始(1950)。画像は作者のチャールズ・M・シュルツ。

- 829年 - テオフィロスが東ローマ帝国アモリア王朝の第2代皇帝になる。
- 939年 - アンダーナッハの戦い（英語版）。神聖ローマ皇帝オットー1世がフランケン公エーバーハルトによる反乱を鎮圧。
- 1187年 - エルサレム王国がサラーフッディーンに降伏しエルサレムを開城。
- 1263年 - スコットランド・ノルウェー戦争: ラーグスの戦い（英語版）。
- 1470年 - 第16代ウォリック伯リチャード・ネヴィルがエドワード4世を追放し、エドワードがネーデルラントに逃れる。10月30日にはキングメーカーとなったウォリック伯によってヘンリー6世が王位に返り咲く。
- 1552年 - カザン包囲戦（英語版）: イヴァン4世のロシア軍がカザンに入城する。
- 1649年 - クロムウェルのアイルランド侵略: ウェックスフォードの略奪（英語版）が始まる。10月11日まで。
- 1780年 - アメリカ独立戦争: 大陸軍のベネディクト・アーノルドがイギリス軍にニューヨークのウェストポイント砦を明け渡そうとした策謀に加担し9月23日に逮捕されたたジョン・アンドレがスパイとして処刑される。
- 1835年 - ゴンザレスの戦いによりテキサス革命が始まる。
- 1836年 - チャールズ・ダーウィンがビーグル号による5年間の世界一周航海から帰国。この航海で得た見分が後に進化論として結実する。
- 1864年 - 南北戦争: 第一次ソルトヴィルの戦い（英語版）。
- 1870年 - リソルジメント: 国民投票により、教皇領の国民がイタリア王国による併合を受け入れる。
- 1889年 - 第1回パン＝アメリカ会議がワシントンD.C.で開催。
- 1900年 - 内務省令として娼妓取締規則公布。
- 1924年 - 国際連盟第5回総会でジュネーブ平和議定書が可決。
- 1925年 - ジョセフィン・ベーカーが「レビュー・ネグロ」よりデビュー。著名なバナナを腰の周りにぶら下げただけの衣装でチャールストンを踊りアーネスト・ヘミングウェイなどが賛辞を送った。
- 1928年 - 神父・聖ホセマリア・エスクリバーによってマドリードにオプス・デイ創立。
- 1930年 - 日本がロンドン海軍軍縮条約に批准。野党や枢密院が統帥権干犯問題を提起し反対するが失敗。
- 1932年 - リットン報告書が公表される。
- 1937年 - ドミニカ共和国でパセリの虐殺が始まる。8日まで。
- 1941年 - 第二次世界大戦・独ソ戦: ドイツ軍がモスクワ攻略戦（タイフーン作戦）を開始。
- 1941年 - 第二次世界大戦: パリ・シナゴーグ攻撃（英語版、フランス語版）
- 1942年 - 第二次世界大戦: アイリッシュ海でクイーン・メリー号が護衛の軽巡洋艦キュラソーと衝突。キュラソーは沈没し乗員338名が死亡。
- 1942年 - 第二次世界大戦: 前日に米潜水艦グルーパーの魚雷攻撃を受けたりすぼん丸が沈没。
- 1943年 - 第二次世界大戦: 「在学徴集延期臨時特例」公布。文科系学生の徴兵猶予を全面停止。（学徒出陣）
- 1944年 - 第二次世界大戦: ポーランド国内軍がドイツ軍に降伏し、ワルシャワ蜂起が終結。
- 1945年 - GHQが日比谷のDNタワー21で執務開始。
- 1948年 - 東京家政学院内に子供のための音楽教室を開設。後に桐朋学園に発展。
- 1950年 - 漫画『ピーナッツ』の連載がアメリカの新聞7紙でスタート[1]。
- 1955年 - 世界初のコンピュータENIACの使用がこの日の午後11時45分をもって中止される。
- 1958年 - ギニアがフランスから独立。
- 1961年 - 東京・大阪・名古屋の各証券取引所が株式市場第2部を開設。
- 1961年 - 大鵬と柏戸が同時に横綱に昇進。
- 1961年 - 鹿児島県鹿児島市郡元で大火。719戸が全焼、32戸が半焼、住民18人が負傷した[2]。
- 1967年 - サーグッド・マーシャルがアフリカ系アメリカ人として初めて米連邦最高裁判事に就任[3]。
- 1967年 - ニッポン放送系の深夜ラジオ『オールナイトニッポン』が放送開始。
- 1968年 - メキシコシティーオリンピック開催10日前のメキシコシティーのラス・トレス・クルトゥラレス広場（三文化広場）でトラテロルコ事件が発生。軍と警察による学生と民間人の大虐殺事件である。
- 1970年 - 六甲トンネルが貫通。
- 1971年 - 1971年南ベトナム大統領選挙が行われる。対立候補のボイコットにより、候補者は現職のグエン・バン・チューただ一人のみとなった。
- 1972年 - 白新線・羽越本線全線と奥羽本線秋田駅 - 青森駅間の電化が完成し、米原駅（滋賀県） - 青森駅間の日本海縦貫線の全線電化が完了。
- 1978年 - 紀勢本線新宮駅 - 和歌山駅間の電化完成。同時に「ゴーサントオ」と呼ばれる国鉄のダイヤ改正が行われる。
- 1983年 - グラミン銀行がバングラデシュの独立銀行として発足。
- 1985年 - 関越自動車道が全線開通。
- 1989年 - TBSで『筑紫哲也 NEWS23』が放送を開始する。
- 1990年 - 廈門航空機ハイジャック事件。ハイジャックされた厦門航空のボーイング737型機が広州に着陸する直前にハイジャッカーと機長が揉み合いになり地上の飛行機2機と衝突、132名が死亡する。
- 1992年 - カランジル虐殺事件（英語版）: サンパウロのカランジル刑務所で111人の囚人が殺される。指揮権を持っていたウビラタン・ギマランイスサンパウロ州軍警察大佐には、懲役632年が言い渡される。
- 1994年 - 第12回アジア競技大会が広島市で開幕。10月16日まで。
- 1996年 - アエロペルー603便墜落事故。乗員乗客70名全員が死亡。
- 1997年 - アムステルダム条約調印。
- 2001年 - スイス航空倒産。
- 2002年 - ワシントンD.C.で、民間人が狙撃される殺人事件が発生。狙撃はその後10月22日まで続き、10人の命が奪われた[4]。
- 2007年 - 南北首脳会談: 第2回南北首脳会談が行われる。
- 2009年 - デンマークのコペンハーゲンで開催された第121次IOC総会で、2016年の夏季オリンピック開催地がブラジル・リオデジャネイロに決定[5]。
- 2009年 - 3年ぶりに鈴鹿サーキットで、F1日本グランプリが開催された。
- 2014年 - 10.2決戦: 福岡ソフトバンクホークスがオリックス・バファローズとの最後の直接対決に勝ち、ソフトバンクがリーグ優勝。
- 2015年 - ニューサウスウェールズ警察本部銃殺事件。
- 2016年 - コロンビア内戦終結に向けたコロンビア政府とコロンビア革命軍の和平合意の是非を問う国民投票「2016年コロンビア国民投票（英語版）」実施。開票の結果、反対票が賛成票を上回り否決される。
- 2018年 - アーサー・アシュキンら3人がノーベル物理学賞を受賞[6]。アシュキンは96歳と史上最高齢での受賞。
- 2018年 - サウジアラビアのジャーナリスト、ジャマル・カショギがトルコ・イスタンブールのサウジアラビア総領事館を訪問し失踪。その後、トルコ政府は館内で殺害されたと発表[7]。
- 2019年 - ブラッドレー国際空港にて第二次世界大戦時代のB-17爆撃機が着陸後に空港施設に突っ込む事故が発生。少なくとも搭乗者ら7人が死亡し、9人が負傷した[8]。
- 2021年 - 2021年カタール総選挙（英語版）が行われる。同国初の総選挙。
- 2022年 - 10.2決戦: 福岡ソフトバンクホークスがマジック1を点灯していた状況でオリックス・バファローズが勝利し、なおかつ福岡ソフトバンクホークスが敗れたため、オリックス・バファローズがリーグ優勝[9]。
- 2024年 - 宮崎空港の誘導路付近で不発弾が爆発。原因不明。

## 誕生日

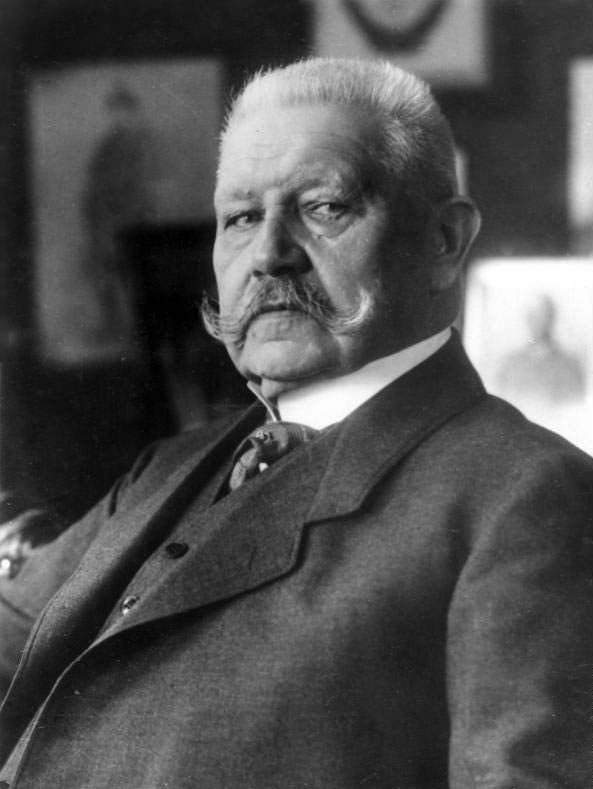
ヴァイマル共和政第2代ドイツ大統領パウル・フォン・ヒンデンブルク(1847-1934)誕生。

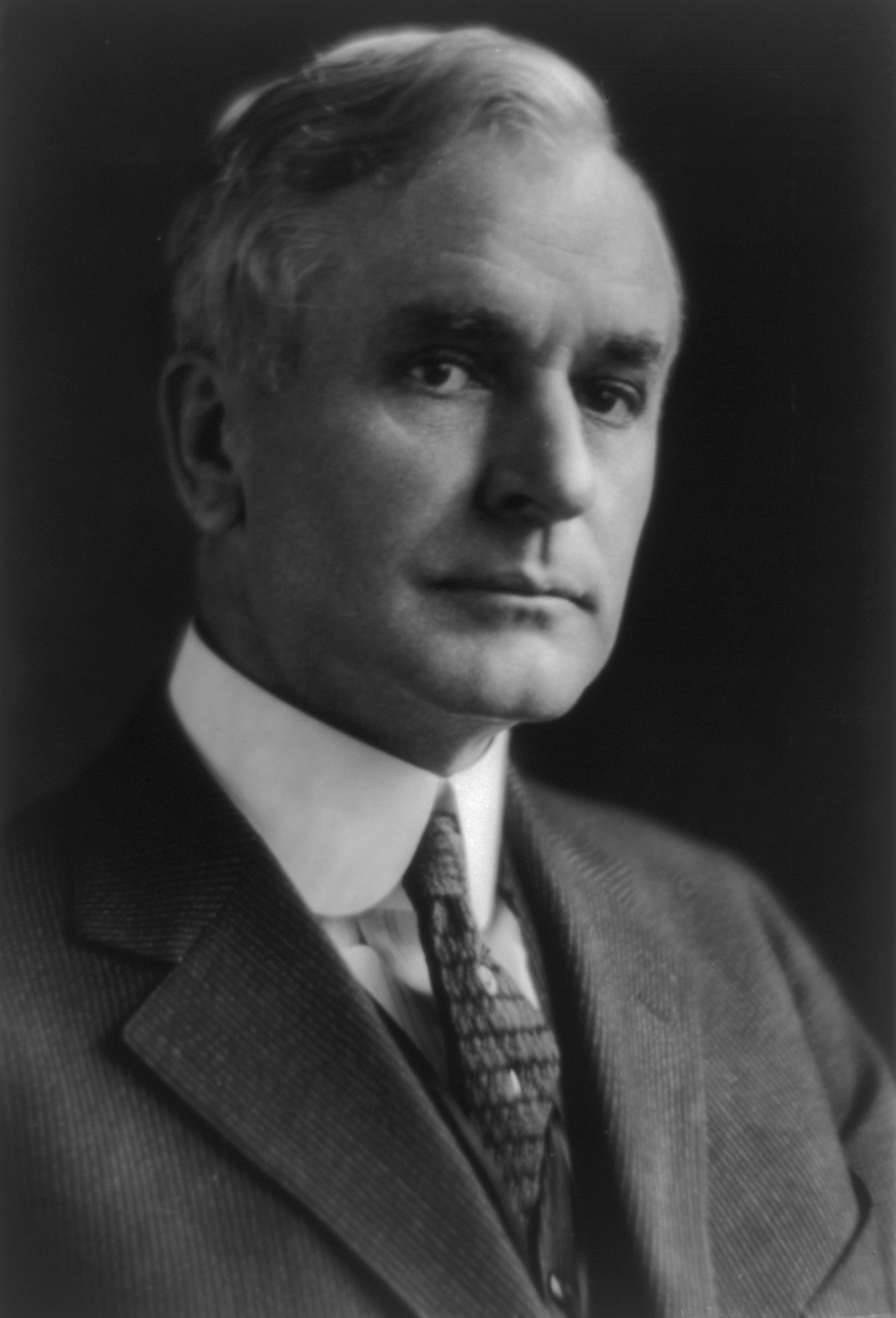
ハル・ノートで知られるアメリカ合衆国国務長官、コーデル・ハル(1871-1955)誕生。

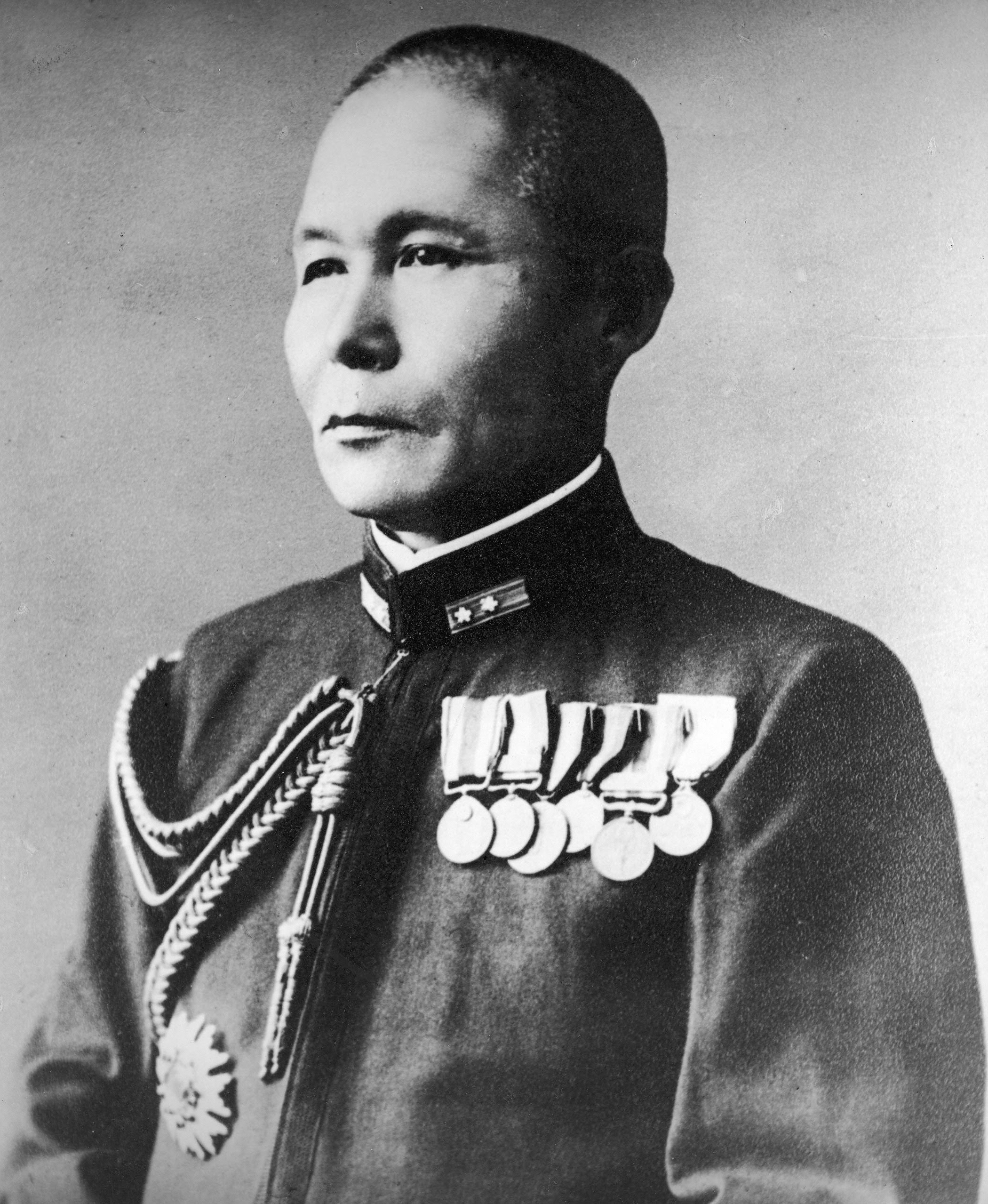
第31代連合艦隊司令長官、小沢治三郎(1886-1966)誕生。

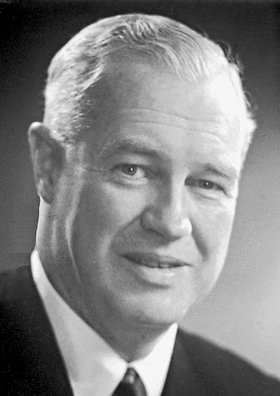
イギリスの生化学者アレクサンダー・トッド(1907-1997)誕生。ヌクレオチド、ヌクレオシドの構造を研究した。

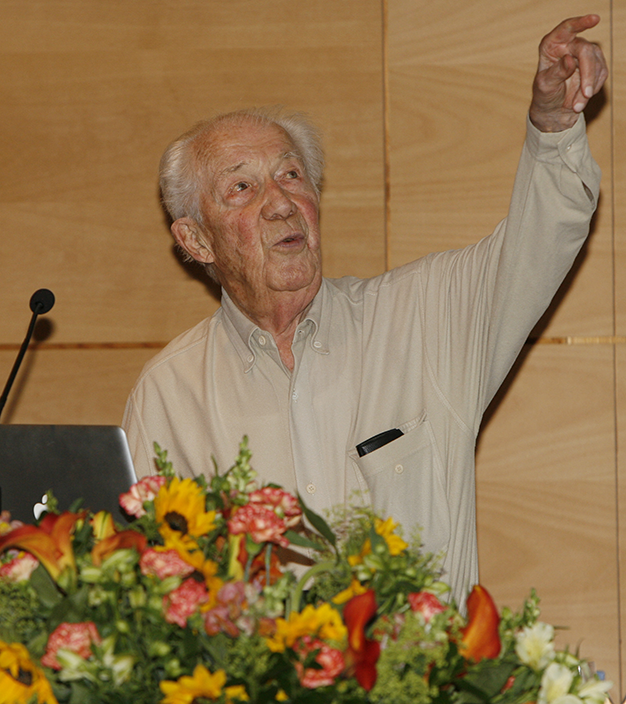
オートファジーの名称を定義付けた細胞生物学者、クリスチャン・ド・デューブ(1917-2013)誕生。

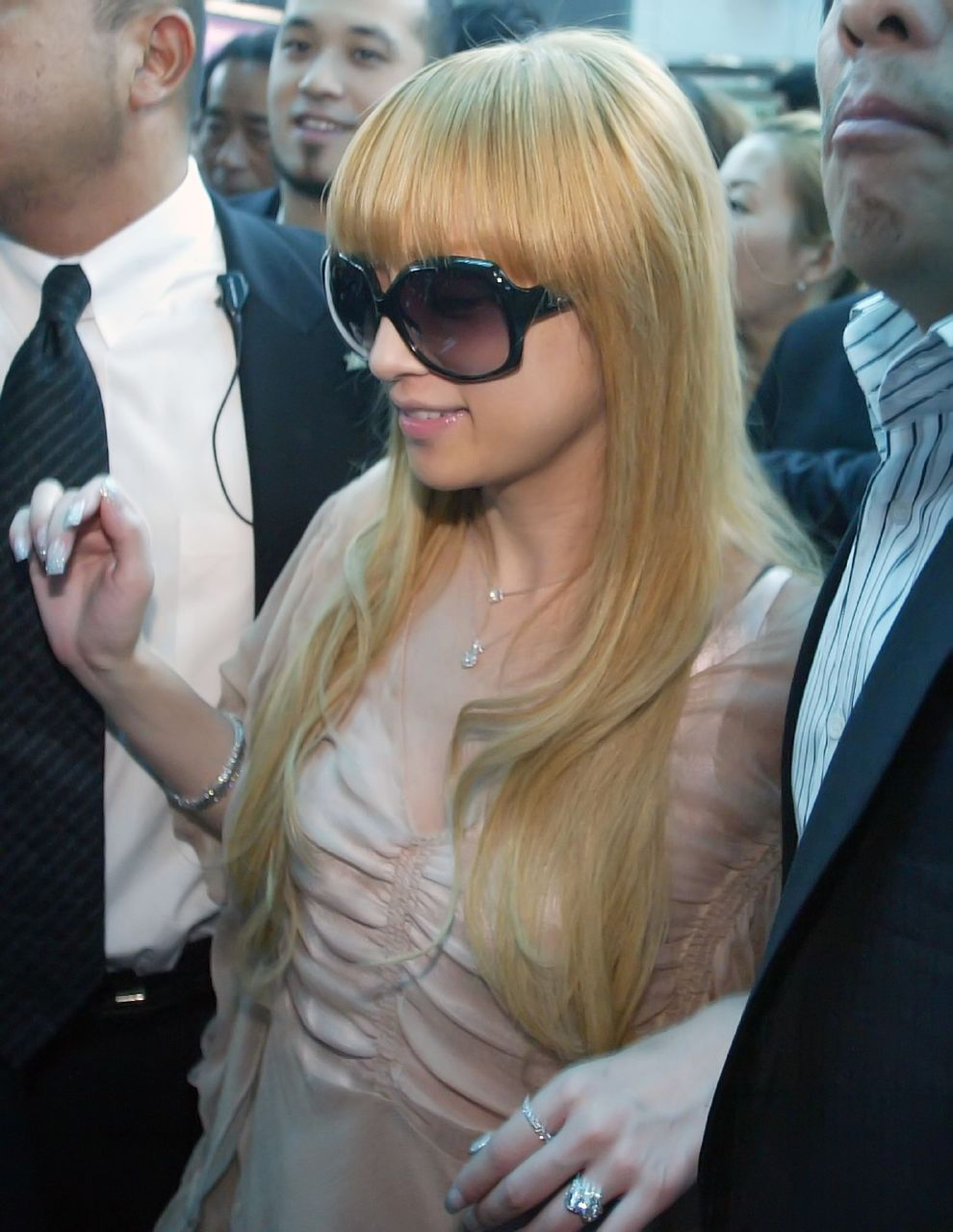
歌手、浜崎あゆみ(1978-)誕生。

- 1238年 - マンラーイ、ラーンナー王朝の創始者（+ 1317年）
- 1452年 - リチャード3世、イングランド王（+ 1485年）
- 1470年 - イサベル・デ・アラゴン・イ・カスティーリャ、ポルトガル王マヌエル1世の王妃（+ 1498年）
- 1527年 - ウィリアム・ドラリー（英語版）、軍人、政治家（+ 1579年）
- 1538年 - カルロ・ボッロメーオ、聖職者（+ 1584年）
- 1547年 - フィリップ・ルートヴィヒ、プファルツ＝ノイブルク公（+ 1614年）
- 1582年 - アウグスト、プファルツ＝ズルツバッハ公（+ 1632年）
- 1718年 - エリザベス・モンタグ（英語版）、社会奉仕家、作家（+ 1800年）
- 1741年 - オーギュスタン・バリュエル（英語版）、ジャーナリスト、司祭、エッセイスト（+ 1820年）
- 1754年 - ルイ・ド・ボナール、著述家・反革命哲学者（+ 1840年）
- 1768年 - ウィリアム・ベレスフォード（英語版）、初代ベレスフォード子爵（+ 1854年）
- 1781年 - ウィリアム・ワイアット・ビブ（英語版）、政治家（+ 1820年）
- 1798年 - カルロ・アルベルト、サルデーニャ国王（+ 1849年）
- 1800年 - ハインリッヒ・ヴェルナー、音楽教師（+ 1833年）
- 1809年 - ルイス・シャルル・ドレクリューズ（英語版）、革命家、パリ・コミューンの軍人（+ 1871年）
- 1821年 - アレクサンダー・P・スチュワート（英語版）、軍人（+ 1908年）
- 1828年 - シャルル・フロケ（英語版）、弁護士、政治家、フランス首相（+ 1896年）
- 1832年 - エドワード・バーネット・タイラー、人類学者 （+ 1917年）
- 1832年 - ユリウス・フォン・ザックス、植物学者　(+ 1897年）
- 1843年 - ジェームズ・ホイットニー（英語版）、政治家、弁護士（+ 1914年）
- 1847年 - パウル・フォン・ヒンデンブルク、政治家、ドイツ大統領（+ 1934年）
- 1851年 - フェルディナン・フォッシュ、軍人（+ 1929年）
- 1852年 - ウィリアム・ラムゼー、化学者 （+ 1916年）
- 1854年 - パトリック・ゲデス、生物学者、教育学者（+ 1932年）
- 1858年 - イェラルド・ドゥ・イェール、地質学者（+ 1943年）
- 1867年（慶応3年9月5日） - 三木竹二、医師、劇評家（+ 1908年）
- 1869年 - マハトマ・ガンディー、インド独立運動家（+ 1948年）
- 1871年 - コーデル・ハル、アメリカ合衆国国務長官（+ 1955年）
- 1875年 - パティ・ラフナー・ジェイコブス（英語版）、女性参政権論者（+ 1935年）
- 1875年 - アンリ・フェヴリエ（英語版）、作曲家（+ 1957年）
- 1879年 - 柳川平助、陸軍軍人（+ 1945年）
- 1879年 - ウォレス・スティーヴンズ、モダニズム詩人（+ 1955年）
- 1882年 - ボリス・シャポシニコフ、軍人（+ 1945年）
- 1883年 - カール・フォン・テルツァーギ、土木技術者（+ 1963年）
- 1883年 - ロバート・ウィリアム・ボイル（英語版）、物理学者（+ 1955年）
- 1886年 - 小沢治三郎、海軍軍人（+ 1966年）
- 1890年 - グルーチョ・マルクス、喜劇俳優、マルクス兄弟の三男（+ 1977年）
- 1893年 - 加藤セチ、化学者、上野学園大学名誉教授、元理化学研究所主任研究員（+ 1989年）
- 1893年 - リロイ・シールド（英語版）、作曲家（+ 1962年）
- 1895年 - バッド・アボット、俳優（アボットとコステロ）（+ 1974年）
- 1896年 - ジャック・デュクロ（英語版）、レジスタンス運動家（+ 1975年）
- 1897年 - ジョゼフ・プロファチ、コーサ・ノストラのプロファチ一家（現コロンボ一家）のボス（+ 1962年）
- 1897年 - フランソワ・クラッセン（英語版）、体操選手（+ 1971年）
- 1899年 - 松本重治、ジャーナリスト（+ 1989年）
- 1900年 - リーラ・ロイ（英語版）、社会活動家、左翼政治家（+ 1970年）
- 1900年 - 金東仁、作家（+ 1951年）
- 1902年 - 八原博通、陸軍軍人（+ 1981年）
- 1902年 - 湯浅禎夫、元プロ野球選手、監督（+ 1958年）
- 1902年 - レオポルト・フィグル（英語版）、オーストリア首相（+ 1965年）
- 1903年 - ミケーレ・マーラ（英語版）、自転車競技選手（+ 1986年）
- 1904年 - グレアム・グリーン、小説家 （+ 1991年）
- 1904年 - 大隅健一郎、商法学者 （+ 1998年）
- 1904年 - ジョルジュ・ミーツ、体操選手（+ 1999年）
- 1905年 - 円地文子、小説家（+ 1986年）
- 1905年 - マクシミリアン・グラブナー（英語版）、ゲシュタポチーフ（+ 1948年）
- 1906年 - トーマス・ホルウェイ（英語版）、ビクトリア州首相（+ 1971年）
- 1907年 - アレクサンダー・トッド、生化学者（+ 1997年）
- 1907年 - ビクトル・パス・エステンソロ、政治家、第54・56・57・76代ボリビア大統領（+ 2001年）
- 1907年 - セルゲイ・クルグロフ、初代・第3代ソビエト連邦内務大臣、チェキスト（+ 1977年）
- 1908年 - 増田四郎、歴史学者（+ 1997年）
- 1909年 - アレックス・レイモンド（英語版）、漫画家、イラストレーター（+ 1956年）
- 1910年 - 竹内好、中国文学者、文芸評論家（+ 1977年）
- 1910年 - 塚原俊郎、政治家（+ 1975年）
- 1910年 - アルド・オリヴィエリ（英語版）、サッカー選手（+ 2001年）
- 1911年 - 高嶋雄三郎、医療研究家、文筆家（+ 1993年）
- 1911年 - ジャック・フィニイ、小説家（+ 1995年）
- 1911年 - 武谷三男、理論物理学者、理学博士（+ 2000年）
- 1912年 - フランク・マリナ、航空技師、画家（+ 1981年）
- 1912年 - ビャーネ・イヴェルセン（英語版）、クロスカントリースキー選手（+ 1999年）
- 1913年 - 志村正順、アナウンサー（+ 2007年[10]）
- 1913年 - ウィリアム・チン（英語版）、俳優（+ 1989年）
- 1913年 - ウォーリー・ローズ（英語版）、ジャズピアニスト（+ 1997年）
- 1914年 - ジャック・パーソンズ（Jack Parsons (rocket engineer)）、ロケット技師、工学者（+ 1952年）
- 1917年 - 下元勉、俳優（+ 2000年）
- 1917年 - クリスチャン・ド・デューブ、生化学者（+ 2013年）
- 1917年 - 長野士郎、政治家（+ 2006年）
- 1917年 - ハインツ・ランゲ、ドイツ空軍軍人（+ 2006年）
- 1917年 - チャールズ・ドレイク（英語版）、俳優（+ 1994年）
- 1918年 - クロード・イーザリー、アメリカ空軍軍人（+ 1978年）
- 1919年 - ヤン・フリンターマン（英語版）、レーシングドライバー、元空軍パイロット（+ 1992年）
- 1921年 - 大島信雄、元プロ野球選手（+ 2005年）
- 1921年 - スコット・クロスフィールド、軍人、パイロット（+ 2006年）
- 1921年 - エドマンド・クリスピン、作家（+ 1978年）
- 1921年 - ロバート・ランシー、元カンタベリー大司教（+ 2000年）
- 1923年 - 岩井直溥、作曲家、編曲家（+ 2014年）
- 1925年 - 金石範、小説家
- 1925年 - 近藤貞雄、元プロ野球選手、監督（+ 2006年）
- 1925年 - 海野和三郎、天文学者（+ 2023年）
- 1926年 - 鈴木通夫、数学者（+ 1998年）
- 1926年 - ジャン・モリス（英語版）、歴史家、作家（+ 2020年）
- 1928年 - 大澤省三、生物学者、名古屋大学・広島大学名誉教授（+ 2022年）
- 1928年 - ヴォルフハルト・パネンベルク、ルター派神学者（+ 2014年）
- 1929年 - 市川千恵子、女優、声優
- 1929年 - モーゼス・ガン、俳優（+ 1993年）
- 1930年 - デイヴ・バレット（英語版）、政治家、ブリティッシュコロンビア州首相（+ 2018年）
- 1932年 - 出目昌伸、映画監督（+ 2016年）
- 1932年 - 長谷川繁雄、元プロ野球選手（+ 1966年）
- 1932年 - モーリー・ウィルス、元プロ野球選手（+ 2022年）
- 1933年 - ジョン・ガードン、生物学者
- 1933年 - ミシェル・プラッソン、指揮者
- 1934年 - アール・ウィルソン、元プロ野球選手（+ 2005年）
- 1934年 - 北村光治、レスリング選手（+ 2006年）
- 1935年 - 小原乃梨子、声優（+ 2024年）
- 1935年 - オマール・シボリ、サッカー選手（+ 2005年）
- 1935年 - ロバート・ヘンリー・ローレンス・ジュニア（英語版）、空軍士官、宇宙飛行士（+ 1967年）
- 1936年 - ディック・バーネット、バスケットボール選手（+ 2025年）
- 1937年 - 浦上郁夫、実業家（+ 1985年）
- 1937年 - ジョニー・コクラン（英語版）、弁護士（+ 2005年）
- 1938年 - エリック・ドマルサン（英語版）、映画音楽作曲家
- 1938年 - カルロス・コントレラス（英語版）、サッカー選手（+ 2020年）
- 1938年 - ジョセフ・ケルゲリス（英語版）、政治家
- 1938年 - ピエール・ロドカナチ（英語版）、フェンシング選手、1964年東京五輪銅メダリスト
- 1939年 - ユーリ・グラズコフ、軍人・宇宙飛行士（+ 2008年）
- 1940年 - 尾辻秀久、政治家
- 1941年 - ユーセフ・ユースフィ（英語版）、政治家
- 1942年 - 尾上菊五郎 (7代目)、歌舞伎俳優
- 1942年 - スティーヴ・セイボル（英語版）、映画監督、NFLフィルムズ社長（+ 2012年）
- 1943年 - 西谷祥子、漫画家
- 1943年 - 青空好児、漫才師（青空球児・好児）
- 1944年 - 横田尤孝、最高裁判所裁判官、弁護士、元次長検事
- 1944年 - トン・コープマン、指揮者、チェンバロ奏者、オルガン奏者
- 1944年 - 小島一慶、アナウンサー（+ 2020年[11]）
- 1944年 - ヴァーナー・ヴィンジ、数学者（+ 2024年）
- 1945年 - ドン・マクリーン、シンガーソングライター
- 1945年 - 室伏重信、陸上競技選手
- 1945年 - マーティン・ヘルマン、暗号理論研究者
- 1946年 - 亀井進、元プロ野球選手
- 1946年 - 成田文男、元プロ野球選手（+ 2011年）
- 1946年 - ソンティ・ブンヤラットカリン、軍人
- 1947年 - 山下弘、実業家、元ニッカウヰスキー社長
- 1947年 - 大沢一治、政治家、元千葉県八千代市長
- 1947年 - ワード・チャーチル（英語版）、作家、政治活動家
- 1948年 - 川田弥一郎、小説家
- 1948年 - 三遊亭右紋、落語家（+ 2014年）
- 1948年 - 稲葉光雄、元プロ野球選手（+ 2012年）
- 1948年 - ダナ・キャラン、ファッションデザイナー
- 1948年 - トレヴァー・ブルッキング、サッカー選手
- 1948年 - エイヴリー・ブルックス、俳優
- 1948年 - パーシス・カンバッタ、モデル、女優（+ 1998年）
- 1948年 - シーム・カラス、政治家、エストニア首相
- 1949年 - リチャード・ヘル、ミュージシャン、俳優
- 1949年 - アニー・リーボヴィッツ、写真家
- 1950年 - 上田雅利、ドラマー（チューリップ、元海援隊）
- 1950年 - マイク・ラザフォード、ミュージシャン（ジェネシス）
- 1950年 - ピエトロ・アルジェリ（英語版）、自転車競技選手
- 1950年 - ギィ・キャベ、ジャズ・ミュージシャン
- 1950年 - アントニオ・ディ・ピエトロ、政治家、欧州議会議員、初代価値あるイタリア党首
- 1950年 - イアン・マクニース、俳優
- 1951年 - スティング、ミュージシャン
- 1951年 - ロミナ・パワー、歌手
- 1952年 - マリー・デシャン（英語版）、元カナダ最高裁判所裁判官
- 1953年 - 岩崎和夫、アナウンサー
- 1953年 - 鳥井架南子、小説家
- 1954年 - プリティ長嶋、タレント、政治家
- 1954年 - 岡村隆則、元プロ野球選手
- 1954年 - ガイ・スティール・ジュニア、計算機科学者
- 1954年 - エラン・リクリス（英語版）、映画監督
- 1954年 - ロレイン・ブラッコ、女優
- 1955年 - フィリップ・オーキー（英語版）、シンガーソングライター
- 1955年 - 伊藤耕、ミュージシャン（THE FOOLS）
- 1955年 - ノロドム・アルンラスミー（英語版）、カンボジア王女、政治家
- 1955年 - ウォーレン・スペクター（英語版）、RPG・ビデオゲームデザイナー
- 1956年 - ジェフ・ドイル、元プロ野球選手
- 1956年 - フレディ・ジャクソン、歌手
- 1957年 - ジョン・クック（英語版）、ゴルファー
- 1958年 - 和久井光司、総合音楽家
- 1958年 - ウェイン・トゥープス、歌手、アコーディオン奏者
- 1958年 - アラン・ソラル（英語版）、エッセイスト、俳優、映画監督
- 1959年 - 田和宏、官僚
- 1959年 - レナ・ハデス、画家、作家
- 1959年 - ルイス・フェルナンデス、サッカー選手
- 1960年 - フロイド・カルドス、シェフ（+ 2020年[12]）
- 1960年 - ジャンゴ・ベイツ、作曲家
- 1960年 - ジョー・サッコ、漫画家
- 1961年 - 向井昭吾、ラグビーユニオン監督
- 1961年 - 音好宏、社会学者
- 1962年 - 田村秀、行政学者
- 1962年 - 真鍋吉明、ギタリスト（the pillows、NINE MILES）
- 1964年 - いくえみ綾、漫画家
- 1964年 - 月鈴茶子、漫画家
- 1964年 - 西川伸司、漫画家、キャラクターデザイナー
- 1964年 - 浪花ゆうじ、俳優
- 1964年 - 加藤文、作家、写真家
- 1965年 - 堀内一史、ミュージシャン（ユニコーン）
- 1967年 - 杵屋巳三郎 (3代目)、長唄唄方
- 1967年 - 米原秀幸、漫画家
- 1967年 - 薮淳一、元アナウンサー
- 1967年 - フランク・フレデリクス、陸上競技選手
- 1968年 - ダンナ小柳、パフォーマー（電撃ネットワーク）
- 1968年 - ヤナ・ノボトナ、テニス選手（+ 2017年[13]）
- 1968年 - 村田蓮爾、イラストレーター
- 1969年 - 山瀬まみ、タレント
- 1969年 - 徳光由禾、声優
- 1969年 - 高井一、元プロ野球選手
- 1969年 - アラン・ニューマン、元プロ野球選手
- 1970年 - 相川冬也、俳優
- 1970年 - エディ・グアダード、元プロ野球選手
- 1970年 - 萩野純一郎、計算機科学者（+ 2007年）
- 1971年 - 矢柴俊博、俳優
- 1971年 - 鯉沼久史、実業家、コーエーテクモゲームス社長
- 1971年 - 桑原裕義、元サッカー選手
- 1971年 - 原田武男、元サッカー選手
- 1971年 - ティファニー、歌手
- 1972年 - 村上由利子、NHKアナウンサー
- 1972年 - トレイ・ムーア、元プロ野球選手
- 1973年 - 鳩山来留夫、お笑い芸人
- 1973年 - 井手元健一朗、元プロ野球選手
- 1973年 - スコット・ショーエンワイス、元プロ野球選手
- 1973年 - プルーフ、ラッパー（+ 2006年）
- 1974年 - 浅野実奈子、女優
- 1974年 - 大八木友之、元アナウンサー
- 1975年 - 森田展義、お笑いタレント
- 1975年 - 山木里恵、元サッカー選手、指導者
- 1975年 - 佐藤聖一郎、政治家、北海道余市郡仁木町長
- 1977年 - 西村麻子、毎日放送アナウンサー
- 1978年 - 浜崎あゆみ[14]、歌手
- 1978年 - 新井田豊、元プロボクサー
- 1980年 - タイヘイ、ミュージシャン（ヤドカリ）
- 1980年 - miyake、ミュージシャン（mihimaru GT）
- 1981年 - アンバー・リー・エッティンガー、モデル、女優
- 1981年 - 宮本大輔、元プロ野球選手
- 1982年 - 住吉文子、漫画家
- 1982年 - 吉河美希、漫画家
- 1982年 - 岡嶋妙、声優
- 1982年 - 三島達矢、お笑い芸人（すゑひろがりず）
- 1983年 - 石原朋香、タレント
- 1983年 - 水野真裕美、元アナウンサー
- 1983年 - アレクセイ・ベル、元プロ野球選手
- 1983年 - 大和貴弘、元プロ野球審判員
- 1984年 - リッカルド・ベルタニョン、プロ野球選手
- 1985年 - モテ期プロデューサー荒野、実業家、YouTuber
- 1985年 - 鵜澤明日香、声優
- 1985年 - 白仁田寛和、元プロ野球選手
- 1985年 - 渡部龍一、元プロ野球選手
- 1985年 - クリスティーナ 、ファッションモデル
- 1985年 - チプリアン・マリカ、サッカー選手
- 1985年 - リンダ・シュタール、陸上競技選手
- 1986年 - 中原郁、女優、声優
- 1986年 - 坂田遼、元プロ野球選手
- 1986年 - 深澤美和、元野球選手
- 1986年 - イスメル・ヒメネス、元野球選手
- 1986年 - カミーラ・ベル、女優
- 1987年 - 高橋としみ、タレント
- 1987年 - 柴田佑梨、三味線奏者（柴田三兄妹[15]）
- 1987年 - ラファエル・ロペス、プロ野球選手
- 1988年 - 小野生奈、競艇選手
- 1988年 - 上間江望、声優
- 1988年 - 明日花キララ、タレント、元AV女優
- 1988年 - 愛衣、元グラビアアイドル
- 1988年 - 中條明香、元レースクイーン、元モデル
- 1988年 - 上田剛史、元プロ野球選手
- 1989年 - 内田健太、サッカー選手
- 1989年 - 細谷将司、バスケットボール選手
- 1989年 - アーロン・ヒックス、プロ野球選手
- 1989年 - チャド・スミス、元プロ野球選手
- 1990年 - 渡辺一樹、オートバイレーサー
- 1990年 - 田川雄理、ミュージカル俳優、元システムエンジニア
- 1990年 - 武田るい、元タレント
- 1990年 - 仙石廉、元サッカー選手
- 1990年 - 大沼美咲、元バスケットボール選手
- 1990年 - サマンサ・バークス、歌手
- 1990年 - ベッキー・ベレスウィル、フィギュアスケート選手
- 1991年 - 時任勇気、俳優
- 1991年 - キャム・ベドローシアン、プロ野球選手
- 1991年 - ロベルト・フィルミーノ[16]、サッカー選手
- 1991年 - 市川蒼[17]、声優
- 1991年 - 津野米咲、ミュージシャン（赤い公園）（+ 2020年[18]）
- 1991年 - 髙野清宗、ミュージシャン  (元Mrs. GREEN APPLE)
- 1992年 - アリソン・ベッカー、サッカー選手
- 1992年 - 志村理佳、タレント、アイドル（元SUPER☆GiRLS）
- 1992年 - 山﨑康晃、プロ野球選手
- 1992年 - 細田あかね、元野球選手
- 1992年 - 長谷川かすみ、女優
- 1993年 - ランス・マッカラーズ・ジュニア、プロ野球選手
- 1994年 - 木津レイナ、ファッションモデル（元E-girls）
- 1996年 - 岩下大輝、プロ野球選手
- 1996年 - 山本萩子、キャスター、タレント
- 1996年 - 茂木駿佑、サッカー選手
- 1997年 - 杉咲花、女優
- 1997年 - 本前郁也、プロ野球選手
- 1997年 - 亀山英輝、野球選手
- 1997年 - s1mple、プロゲーマー
- 1998年 - アドゥワ誠、プロ野球選手
- 1998年 - 小田翔夢、ボクサー
- 1988年 - 中條明香、元レースクイーン、元モデル
- 1989年 - 染谷香衣、ラジオパーソナリティ、女優
- 1989年 - 内田健太、元プロサッカー選手
- 1999年 - 井上咲楽、タレント
- 1999年 - 中川虎大、プロ野球選手
- 2002年 - 三田七南、バスケットボール選手
- 2002年 - 伊東珠梨、サッカー選手
- 2002年 - 黒川心、元ファッションモデル、元女優
- 2003年 - 林瑠奈、アイドル（乃木坂46）
- 2003年 - スンハン、アイドル（RIIZE）
- 2003年 - 檜山光成、アイドル（ジュニア、少年忍者）
- 2003年 - 甲田英將、サッカー選手
- 2003年 - 松田隼風、サッカー選手
- 2004年 - 薮未奈海、バスケットボール選手
- 2007年 - ギョンミン、アイドル（TWS）
- 生年不詳 - 霧矢大夢、女優、元宝塚歌劇団月組トップスター
- 生年不詳 - クリス松村、タレント、フィットネスインストラクター
- 生年不詳 - 瀧沢千秋、声優、女優
- 生年不詳 - 内山由貴、声優
- 生年不詳 - 大平泉、声優
- 生年不詳 - 岡嶋妙、声優
- 生年不詳 - 後藤光祐、声優
- 生年不詳 - 竹谷和樹、声優
- 生年不詳 - 風間万裕子、声優
- 生年不詳 - 秋本葉子、漫画家
- 生年不詳 - 筒井旭、漫画家
- 生年不詳 - ニリツ、漫画家、イラストレーター
- 生年不詳 - ふじもとせい、漫画家

## 忌日

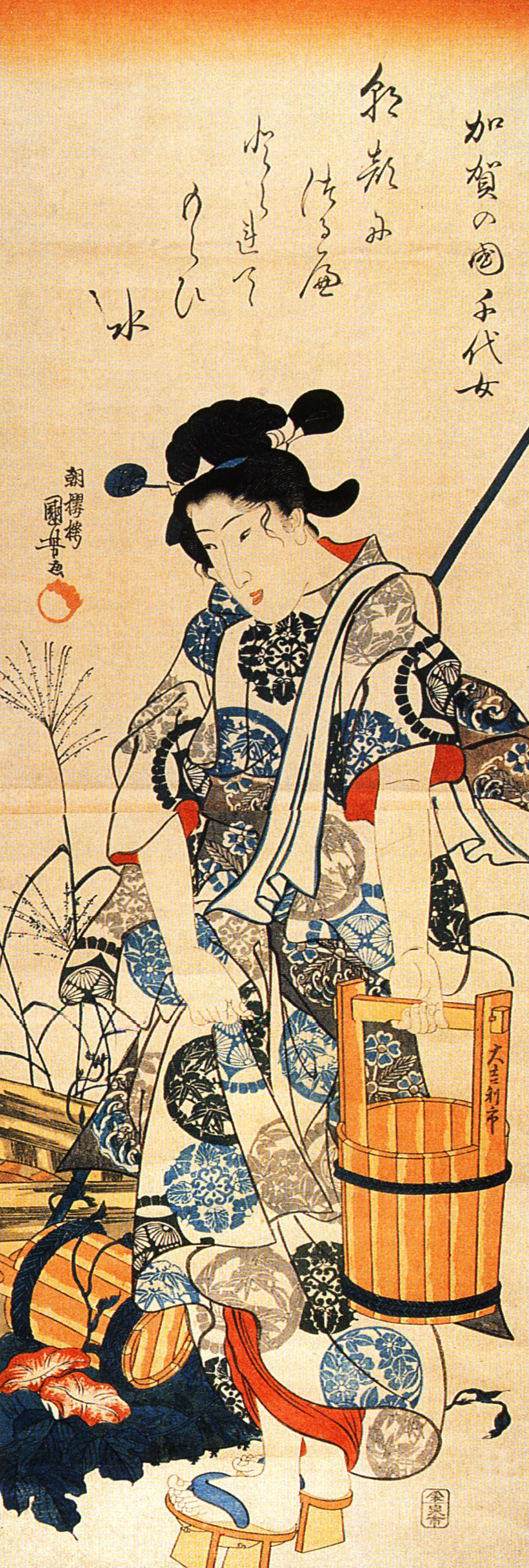
俳人加賀千代女(1703-1775)没。画像は歌川国芳画。

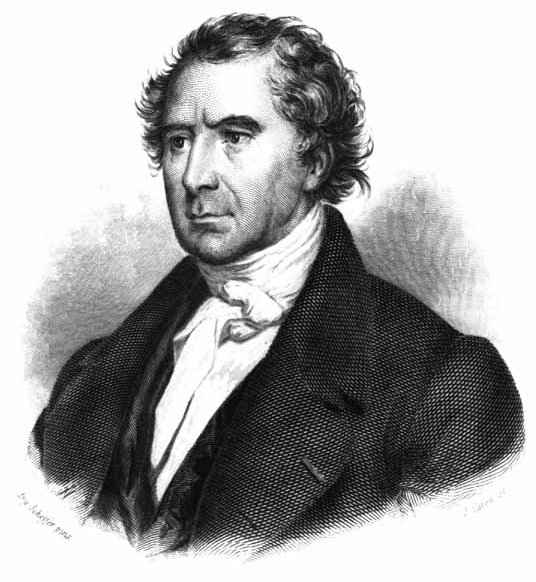
フランスの数学者フランソワ・アラゴ(1786-1853)没。誘導電動機の始祖的原理、アラゴーの円板を発見した

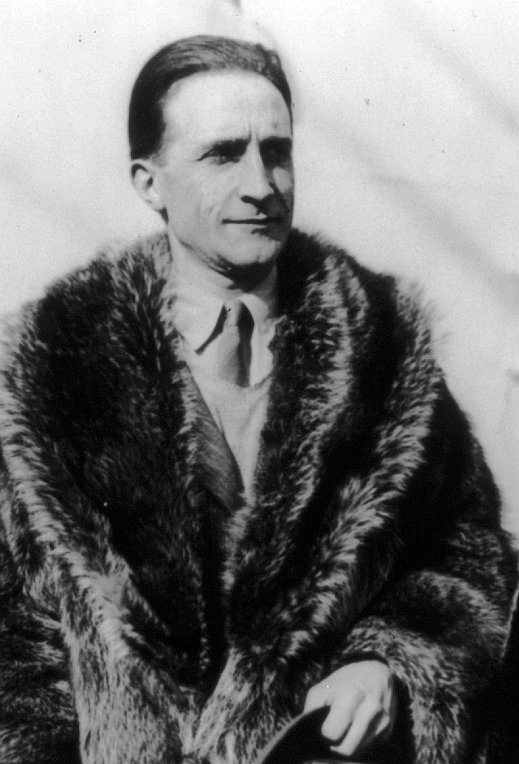
「芸術を捨てた芸術家」フランス出身の前衛芸術家、マルセル・デュシャン(1887-1968)没。

- 534年 - アタラリック、東ゴート王（* 516年）
- 829年 - ミカエル2世、東ローマ皇帝（* 770年頃）
- 939年 - エーバーハルト、フランケン公（* 885年頃）
- 939年 - ギゼルベルト、ロートリンゲン公（* 890年頃）
- 1264年 - ウルバヌス4世、ローマ教皇（* 1195年）
- 1515年（永正12年8月15日） - 島津忠治、薩摩国の戦国大名（* 1489年）
- 1593年（文禄2年9月8日） - 島津久保、戦国武将（* 1573年）
- 1628年（寛永5年9月5日） - 鳥居忠政、山形藩主（* 1566年）
- 1699年（元禄12年9月10日） - 戸田忠昌、江戸幕府老中（* 1632年）
- 1764年 - 第4代デヴォンシャー公爵ウィリアム・キャヴェンディッシュ、イギリス首相（* 1720年）
- 1775年（安永4年9月8日） - 加賀千代女、俳人（* 1703年）
- 1782年 - チャールズ・リー、アメリカ独立戦争時の大陸軍少将（* 1732年）
- 1803年 - サミュエル・アダムズ、アメリカ合衆国建国指導者（* 1722年）
- 1804年 - ニコラ＝ジョゼフ・キュニョー、技術者、蒸気三輪自動車開発者（* 1725年）
- 1823年 - アントワーヌ＝フランソワ・カレ、画家（* 1741年）
- 1846年 - ベンジャミン・ウォーターハウス、医師、ハーバード医学校設立者の一人（* 1754年）
- 1853年 - フランソワ・アラゴ、数学者（* 1786年）
- 1860年 - ルイ・エルサン、画家、版画家（* 1777年）
- 1866年 - ヨハン・アントン・ランブー、画家、版画家（* 1790年）
- 1876年 - アルフォンソ・コルチ、外科医、解剖学者（* 1822年）
- 1877年 - ルートヴィヒ・カール・ゲオルク・プファイファー、医師、植物学者、貝類学者（* 1805年）
- 1895年 - オイゲン・ランゲン、技術者（* 1833年）
- 1899年 - エマ・ハーディング・ブリテン、心霊主義運動家（* 1823年）
- 1920年 - マックス・ブルッフ、作曲家（* 1838年）
- 1921年 - ヴィルヘルム2世、ヴュルテンベルク王（* 1848年）
- 1927年 - スヴァンテ・アレニウス、物理化学者（* 1859年）
- 1927年 - ヴィルヘルム・フォン・ホーエンツォレルン＝ジグマリンゲン、プロイセン王族（* 1864年）
- 1931年 - トーマス・リプトン、実業家、リプトン創業者（* 1848年）
- 1931年 - ジョージ・ブラッドリー、プロ野球選手（* 1852年）
- 1933年 - エリザベス・トンプソン、画家（* 1846年）
- 1936年（明治元年9月20日） - 矢部規矩治、農学者、大蔵技師（* 1936年）
- 1938年 - アレクサンドル・アヴェレスク、軍人、政治家（* 1859年）
- 1939年 - 小橋一太、文部大臣、東京市長（* 1870年）
- 1944年 - 前田利定、逓信大臣、農商務大臣（* 1874年）
- 1947年 - ピョートル・ウスペンスキー、神秘思想家（* 1878年）
- 1949年 - フランク・シュルト、プロ野球選手（* 1882年）
- 1952年 - 市村羽左衛門 (16代目)、歌舞伎役者（* 1904年）
- 1953年 - ジョン・マリン、画家、版画家（* 1870年）
- 1956年 - ロバート・ベイリー・オズグッド（英語版）、外科医（* 1873年）
- 1957年 - ルイジ・ガンナ、自転車競技選手、ジロ・デ・イタリア初代総合優勝者（* 1883年）
- 1964年 - 山村新治郎 (10代目)、行政管理庁長官（* 1908年）
- 1965年 - ロバート・ランネルズ・ウィリアムズ（英語版）、化学者（* 1886年）
- 1968年 - マルセル・デュシャン、美術家（* 1887年）
- 1969年 - ノエル・ヌエット、詩人、画家（* 1885年）
- 1971年 - 伊藤英三、経営者、元花王社長（* 1902年）
- 1973年 - パーヴォ・ヌルミ、陸上競技選手（* 1897年）
- 1979年 - ハンネローレ・シュマッツ、登山家（* 1940年）
- 1980年 - ルイ・ダカン、俳優、映画監督（* 1908年）
- 1982年 - 宮尾しげを、漫画家、江戸風俗研究家（* 1902年）
- 1982年 - ウィリアム・バーンバック、コピーライター（* 1911年）
- 1984年 - 井口秋子、ピアニスト（* 1905年）
- 1985年 - ロック・ハドソン[19]、俳優（* 1925年）
- 1986年 - 駒井健一郎、実業家、元日立製作所社長・会長（* 1900年）
- 1987年 - ピーター・メダワー、生物学者（* 1915年）
- 1988年 - 伊能芳雄、官僚、政治家、元長野県知事、群馬県知事（* 1898年）
- 1988年 - アレック・イシゴニス、自動車技術者（* 1906年）
- 1990年 - 芥川隆行、ナレーター（* 1919年）
- 1990年 - 渡辺博之、元プロ野球選手（* 1923年）
- 1990年 - 土居君雄、実業家、ドイ創業者（* 1926年）
- 1992年 - 森谷良平、元プロ野球選手（* 1914年）
- 1993年 - 板垣清一郎、政治家、元山形県知事（* 1915年）
- 1993年 - 琴の郷栄一、元大相撲力士（*1951年）
- 1996年 - 福山象三、俳優（* 1929年）
- 1998年 - ジーン・オートリー、俳優、歌手（* 1907年）
- 1998年 - オリン・エッゲン、天文学者（* 1919年）
- 1998年 - 安井亀和、元プロ野球選手（* 1920年）
- 1998年 - オリビエ・ジャンドビアン、レーシングドライバー（* 1924年）
- 1998年 - 須川栄三、映画監督（* 1930年）
- 1999年 - ハインツ・G・コンザリク、小説家（* 1921年）
- 1999年 - 香山彬子、児童文学作家（* 1926年）
- 2002年 - 森口繁一、応用数学者、東京大学名誉教授（* 1916年）
- 2003年 - オットー・ギュンシェ、ナチス・ドイツ親衛隊少佐（* 1917年）
- 2005年 - 吉田紘一、経営者、元住友生命保険社長・会長（* 1940年）
- 2007年 - 北村弘一、俳優、声優（* 1931年）
- 2007年 - 大津守、元プロ野球選手（* 1931年）
- 2008年 - ジョージ・フィールズ、実業家、コメンテーター（* 1928年）
- 2008年 - チェ・ジンシル、女優（* 1968年）
- 2009年 - 津久井克行、歌手（class）（* 1960年）
- 2012年 - 金子哲雄、流通ジャーナリスト（* 1971年）
- 2012年 - 大滝秀治、俳優（* 1925年）
- 2012年 - ビッグ・ジム・サリヴァン、ギタリスト（* 1941年）
- 2013年 - 秋山駿、文芸評論家（* 1930年）
- 2014年 - 坂本義和、政治学者、東京大学名誉教授（* 1927年）
- 2014年 - 神谷宏治、建築家、日本大学名誉教授（* 1928年）
- 2014年 - 竹田晴夫、実業家、元東京海上火災保険社長（* 1922年）
- 2015年 - 千畑一郎、実業家、元田辺製薬社長（* 1926年）
- 2015年 - エリク・アルトゥーロ・デルバイエ（英語版）、政治家、パナマ大統領（* 1937年）
- 2016年 - 高萩保治、音楽教育学者、東京学芸大学名誉教授（* 1928年）
- 2016年 - 鷲尾弘志、政治家（* 1926年）
- 2016年 - たかや健二、漫画家（* 1955年）
- 2016年 - ネヴィル・マリナー、指揮者、ヴァイオリニスト（* 1924年）
- 2017年 - 土野守、政治家、元高山市長（* 1936年）
- 2017年 - 仁井谷俊也、作詞家（* 1947年）
- 2017年 - ポール・オッテリーニ、実業家、元インテル社長兼最高経営責任者（* 1950年）
- 2017年 - トム・ペティ、ミュージシャン、シンガーソングライター（* 1950年）
- 2018年 - 最上壽之、彫刻家、武蔵野美術大学名誉教授（* 1936年）
- 2018年 - 則武真一、政治家（* 1931年）
- 2018年 - 川崎春彦、画家（* 1929年）
- 2018年 - 金田留広、元プロ野球選手（* 1946年）
- 2018年 - ジャマル・カショギ、ジャーナリスト（* 1958年）
- 2018年 - ジェフ・エメリック、音楽プロデューサー、レコーディング技師（* 1946年）
- 2019年 - 竹下守夫、法学者、弁護士、元法制審議会会長、元駿河台大学総長（* 1932年）
- 2019年 - 森谷尅久、歴史学者、武庫川女子大学名誉教授（* 1934年）
- 2019年 - グラツィア・バルチェローナ、フィギュアスケート選手（* 1929年）
- 2019年 - ビル・ビドウィル、実業家、元NFLアリゾナ・カージナルスオーナー（* 1935年）
- 2019年 - ギヤ・カンチェリ、作曲家（* 1935年）
- 2020年 - 稲葉清右衛門、実業家、工学博士、ファナック相談役名誉会長（* 1925年）
- 2020年 - 波多野哲朗、映画評論家、映像作家、翻訳家（* 1936年）
- 2020年 - ボブ・ギブソン、元MLB選手（* 1935年）
- 2020年 - ヴィクター・アブラモヴィッチ・ザルガラー、数学者（* 1920年）
- 2021年 - 伊東政吉、経済学者、一橋大学名誉教授（* 1922年）
- 2022年 - 小松彦三郎、学者、東京大学名誉教授（* 1935年）
- 2022年 - かざま鋭二、漫画家（* 1947年）
- 2022年 - 津原泰水、小説家（* 1964年）
- 2022年 - 槻橋民普[20]、実業家、元日本曹達社長（* 1934年?）
- 2022年 - 海野洋司[21]、脚本家、作詞家（* 1932年）
- 2022年 - エデル・ジョフレ、元プロボクサー、元世界バンタム級・元WBC世界フェザー級王者（* 1936年）
- 2022年 - ヴォルフガング・ハーケン、数学者（* 1928年）
- 2023年 - 高島直樹、政治家（* 1950年）

### 人物以外（動物など）
- 2012年 - アロマ、ラブラドール・レトリバーの盲導犬（* 2001年）

## 記念日・年中行事

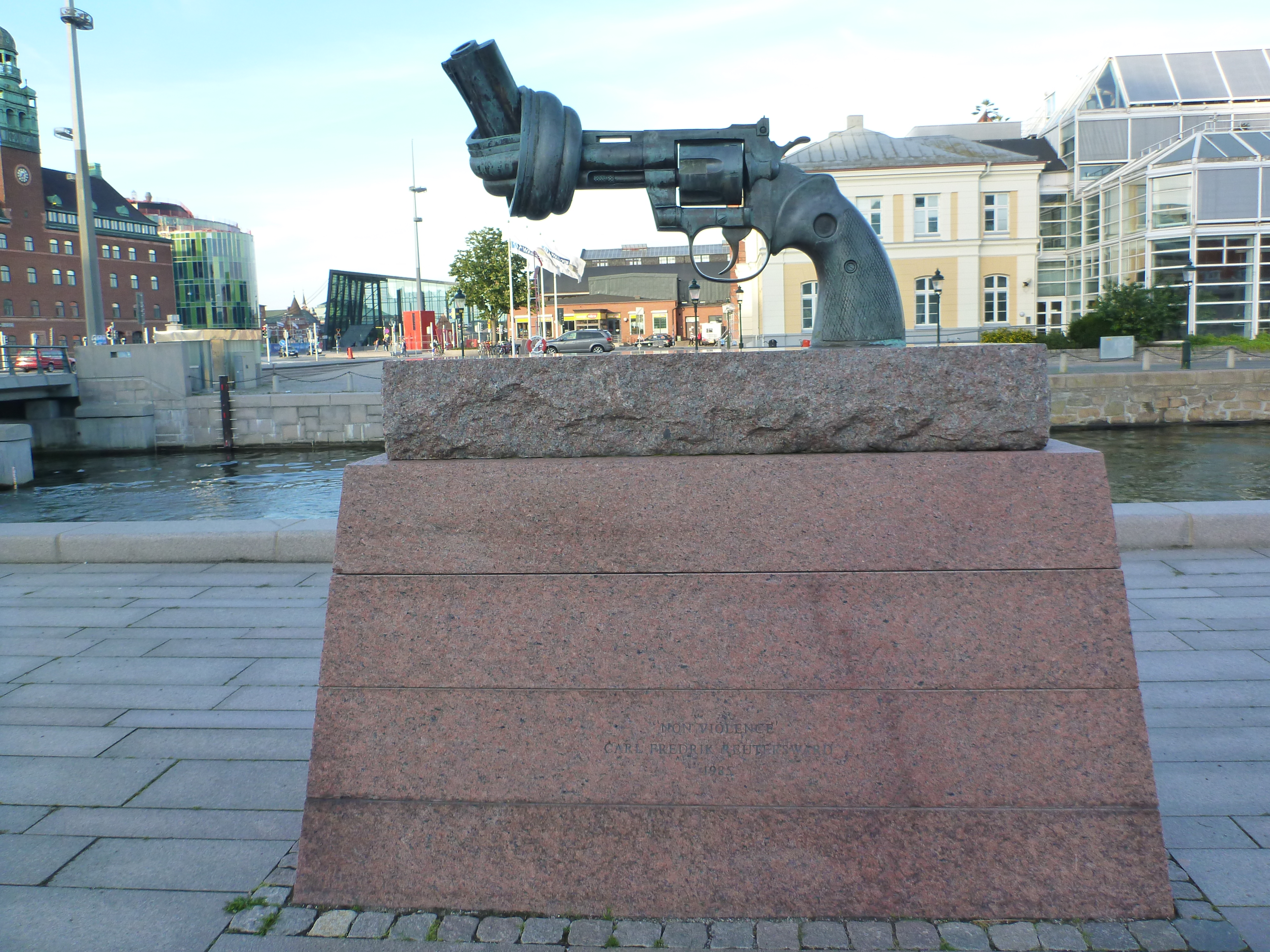
国際非暴力デー。画像はカール・フレデリック・. ロイテルスワルトの『Non-Violence』(1985)

- 国際非暴力デー(International Days)／ガンディー記念日（ インド）
2007年6月の国連総会で制定した国際デー。インド独立運動の指導者で、非暴力を説いたマハトマ・ガンディーの誕生日。

- 独立記念日（ ギニア）
1958年のこの日、ギニアがフランスから独立した。
- 警察の日（ リトアニア）
リトアニアは1918年2月16日にロシアから独立を宣言する。当初警察機能は、1918年に組織された民兵ボランティアが担っていたが、1924年1月1日に正式に警察として組織された。その後、組織は何度も変遷し、現在の警察は国家の再建に伴い1990年12月11日に採択されたリトアニア共和国警察法に基づき誕生した。この警察法の採択とともに、10月2日の警察の日が復活された[22]。
- 守護天使の日（カトリック）
ローマ・カトリックの聖名祝日の一つ[23]。全ての人についていてその人を守り導く守護天使を記念する日。
- 東武の日（ 日本）
「とう(10)ぶ(2)」の語呂合せ。東武鉄道が2005年に制定した、東武グループのキャンペーン。
- 直売所の日（ 日本）
地域の地産地消の中心であるJAの直売所（JAファーマーズマーケット）から、国産・地元産野菜をもっと食べてもらうことを目的に全国農業協同組合中央会（JA全中）が制定。日付は、2003年10月2日に「JAファーマーズマーケット憲章」の制定されたことと、「採れ（10）たてに（2）会おう」の語呂合わせ[24]。
- 豆腐の日（ 日本）
「とう(10)ふ(2)」の語呂合せ。日本豆腐協会が1993年に制定。